# Paravicini di Capelli
Paravicini di Capelli is een Zwitsers-Nederlandse familie die vooral militairen voortbracht.

## Geschiedenis
De bewezen stamreeks begint met Johan Casper Paravicini di Capelli, geboren in Chur (Graubunderland) in 1660; hij werd kapitein in het regiment Grisons in Statendienst, waarna zijn nageslacht in Nederland gevestigd bleef.
In 1919 werd de familie opgenomen in het genealogische naslagwerk Nederland's Patriciaat.

## Enkele telgen
Johan Caspar Paravicini di Capelli (1660-1761), kapitein in het regiment Grisons in Statendienst
Johannes Andreas Paravicini (1710-1771), afgezant van de VOC
- Bartholomeus Edouard Paravicini di Capelli (1724-1810), generaal-majoor der artillerie
  - Johan Casper Paravicini di Capelli (1752-1825), generaal-majoor der artillerie
    - Willem Bartholomé Eduard Paravicini di Capelli (1778-1848), generaal-majoor der artillerie; trouwde in 1802 met Hendrika Justina van Oldenbarneveld genaamd Witte Tullingh (1781-1845), lid van de familie van Oldenbarneveld genaamd Tullingh
      - Johan Jacob Edouard Paravicini di Capelli (1810-1887), majoor-magazijnmeester der artillerie, ridder Militaire Willems-Orde; trouwde in 1835 met zijn volle nicht jkvr. Johanna Maria Baldina van Oldenbarneveld genaamd Witte Tullingh (1809-1877), lid van de familie van Oldenbarneveld genaamd Tullingh
        - Johan Gerard Justus Paravicini di Capelli (1838-1904), luitenant-kolonel titulair der artillerie

    - Louis Henri Paravicini di Capelli (1802-1832), 1e luitenant
      - Henri Louis Joseph Charles Paravicini di Capelli (1833-1893), 1e luitenant der infanterie, stationschef
        - Wilhelmus Ludovicus Petrus Henricus Paravicini di Capelli (1878-), belastingambtenaar
          - Wilhelmus Hubertus Paravicini di Capelli (1910-1963), 1e luitenant der infanterie.
            - Mariëtte (Maria, Henriëtte, Margaretha, Johanna) Paravicini di Capelli (1951),zenlerares, coach)
            - Thomas ( Domincus, Albertus, Johannes) Paravicini di Capelli (1952)
            - Lotte Paravicini di Capelli (1992)

Geslachten die opgenomen zijn in het sinds 1910 verschijnende genealogische naslagwerk Nederland's Patriciaat. Lijst volgens opgave van het CBG Centrum voor familiegeschiedenis.
A · B · C · D · E · F · G · H · I · J · K · L · M · N · O · P · Q · R · S · T · U · V · W · Y · Z
(Oorspronkelijk oeradel uit Lombardije)